# Tajuria istroidea
Tajuria istroidea is een vlinder uit de familie van de Lycaenidae. De wetenschappelijke naam van de soort is voor het eerst geldig gepubliceerd in 1887 door De Nicéville.